# Доброполе (Каменський повіт)
Доброполе (пол. Dobropole, нім. Dobberphul) — село в Польщі, у гміні Волін Каменського повіту Західнопоморського воєводства. Населення — 171 особа (2011).
У 1975-1998 роках село належало до Щецинського воєводства.

## Демографія
Демографічна структура станом на 31 березня 2011 року:
|          | Загалом | Допрацездатний вік | Працездатний вік | Постпрацездатний вік |
| -------- | ------- | ------------------ | ---------------- | -------------------- |
| Чоловіки | 85      | 17                 | 61               | 7                    |
| Жінки    | 86      | 20                 | 48               | 18                   |
| Разом    | 171     | 37                 | 109              | 25                   |